# Szczupliny
Szczupliny [ʃʧupˈlʲinɨ] (deutsch Sczuplienen) ist eine Ortschaft der Gmina Rybno (Landgemeinde Rybno) in Polen.
Sie gehört zum Powiat Działdowski (Kreis Soldau) in der Woiwodschaft Ermland-Masuren.

## Geographische Lage
Szcupliny liegt im äußersten Nordosten des Landschaftsparks Welski Park Krajobrazowy, am Ostufer des Rumian-Sees (polnisch Jezioro Rumiańskie) und am Flüsschen Welle (polnisch Wel) im Südwesten der Woiwodschaft Ermland-Masuren, 28 Kilometer westlich der Stadt der einstigen Kreisstadt Neidenburg (polnisch Nidzica) bzw. 18 Kilometer nordwestlich der jetzigen Kreismetropole Działdowo (deutsch Soldau i. Ostpr.).

## Geschichte
Die erste urkundliche Erwähnung des Ortes erfolgte am 4. August 1338. und bezog sich auf die Vergabe von Land des Ordenshochmeisters Luther von Braunschweig an Jan Sczuplien. Der Gutsbezirk Sczuplienen wurde 1874 in den Amtsbezirk Groß Koschlau (polnisch Koszelewy) im ostpreußischen Kreis Neidenburg eingegliedert. Im Jahre 1910 zählte der Gutsbezirk Sczuplienen 166 Einwohner.
Am 17. Januar 1920 wurde der Ort, der zum Soldauer Gebiet gehörte, infolge des Versailler Vertrages ohne Volksabstimmung polnisch und erhielt die polnische Namensform „Szczupliny“. Bis 1940 war hier eine polnische Zollwache stationiert, ebenso ein Zollbataillon. Unter dieser Bezeichnung kam der Ort am 1. August 1934 zur neugebildeten Landgemeinde Żabiny (deutsch Seeben), die am 26. Oktober 1939 ihren deutschen Namen zurückerhielt und am 1. April 1940 in den „Amtsbezirk Seeben“ im Kreis Neidenburg umgewandelt wurde. Am 18. Januar 1945 besetzten russische Truppen die Region Sczuplienen.
Mit dem gesamten südlichen Ostpreußen wurde das Dorf 1945 in Kriegsfolge wieder an Polen überstellt. Es erhielt die polnische Namensform „Szczupliny“ und ist heute eine Ortschaft im Verbund der Gmina Rybno (Landgemeinde Rybno) im Powiat Działdowski (Kreis Soldau), bis 1998 der Woiwodschaft Ciechanów, seither der Woiwodschaft Ermland-Masuren zugehörig.

## Kirche

### Kirchengebäude
Bei der Kirche in Szczupliny handelt es sich um einen verputzten Feldsteinbau aus dem 15. Jahrhundert mit dreiseitigem Abschluss. Im 18. Jahrhundert erfolgte ein Umbau, seit 1830 steht der Fachwerkturm auf älterem Fundament. Der 1640 geschaffene Flügelaltar wurde 1646 von der Patronin Barbara von deer Oelsnitz zur Staffierung in Auftrag gegeben. Anfang des 17. Jahrhunderts entstanden der Tauftisch sowie der Gutsstand. Die Kanzel ist eine einfache Arbeit.
Die Kirche war bis 1945 ein evangelisches Gotteshaus. Heute wird sie seitens der römisch-katholischen Kirche genutzt.

### Kirchengemeinde
Eine Kirche gab es in Sczuplienen bereits vor der Reformation, mit der dann die evangelische Konfession Einzug hielt.

#### Evangelisch
Nach einiger Zeit der Selbständigkeit stand Sczuplienen zuletzt in enger Verbindung zur Kirche Usdau (polnisch Uzdowo) und war deren Filialkirchspielort, „zuständig“ für die Dörfer Klyn (1938 bis 1945 Treueneck, polnisch Klin), Neudorf (Nowa Wieś), Preußen (Prusy) und Wansen (Wądzyn). Ursprünglich gehörte der Ort zur Inspektion Saalfeld (polnisch Zalewo), danach zur Inspektion (Kirchenkreis) Neidenburg (Nidzica). Zwischen 1920 und 1940 war das dann „Szczupliny“ genannte Kirchspiel Teil der Diözese Działdowo (Soldau) in der Unierten Evangelischen Kirche in Polen.
Von dem Filialkirchdorf ist nur ein einziger Pfarrer bekannt: Andreas Schönfließ. Er wirkte in dem Ort in den Jahren 1622 bis 1624.
Nach 1945 endete die Arbeit der evangelischen Kirche vor Ort. Heute orientieren sich die evangelischen Einwohner von Szcupliny zur Erlöser-Kirchengemeinde in der Kreisstadt Działdowo (Soldau). Sie gehört zur Diözese Masuren der Evangelisch-Augsburgischen Kirche in Polen.

#### Römisch-katholisch
Vor 1945 waren die katholischen Einwohner von Sczuplienen u. a. nach Gilgenburg (polnisch Dąbrówno) eingepfarrt. Heute besteht im Ort eine eigene Gemeinde, die als Filialgemeinde von der Pfarrei in Koszelewy (Groß Koschlau) mitversorgt wird. Sie gehört zum Dekanat Rybno in der Region Brodnica (Strasburg) im Bistum Toruń (Thorn).

## Verkehr
Szczupliny liegt an einer Nebenstraße, die Dąbrówno (Gilgenburg) an der Woiwodschaftsstraße 542 mit Tuczki (Tautschken) an der Woiwodschaftsstraße 538 verbindet. Eine von Nowa Wieś (Neudorf) her kommende Seeuferstraße endet in Szczupliny.
Die nächste Bahnstation ist Tuczki (Tautschken) an der Bahnlinie 9 der Polnischen Staatsbahn, die von Danzig bis nach Warschau führt.